# Mala wąskolistna
Mala wąskolistna (Elaeocarpus angustifolius) – gatunek drzewa z rodziny eleokarpowatych (Elaeocarpaceae). Rośnie dziko w Chinach (prowincje Hajnan, Junnan i region autonomiczny Kuangsi), na Półwyspie Indyjskim, w Indochinach, Malezji, w Australii, na Fidżi i w Nowej Kaledonii.

## Zastosowania
Jego owoców używa się między innymi do robienia sznurów modlitewnych (mala) popularnych w buddyzmie i hinduizmie. Mala z rudrakszy składa się najczęściej ze 108 pestek. 

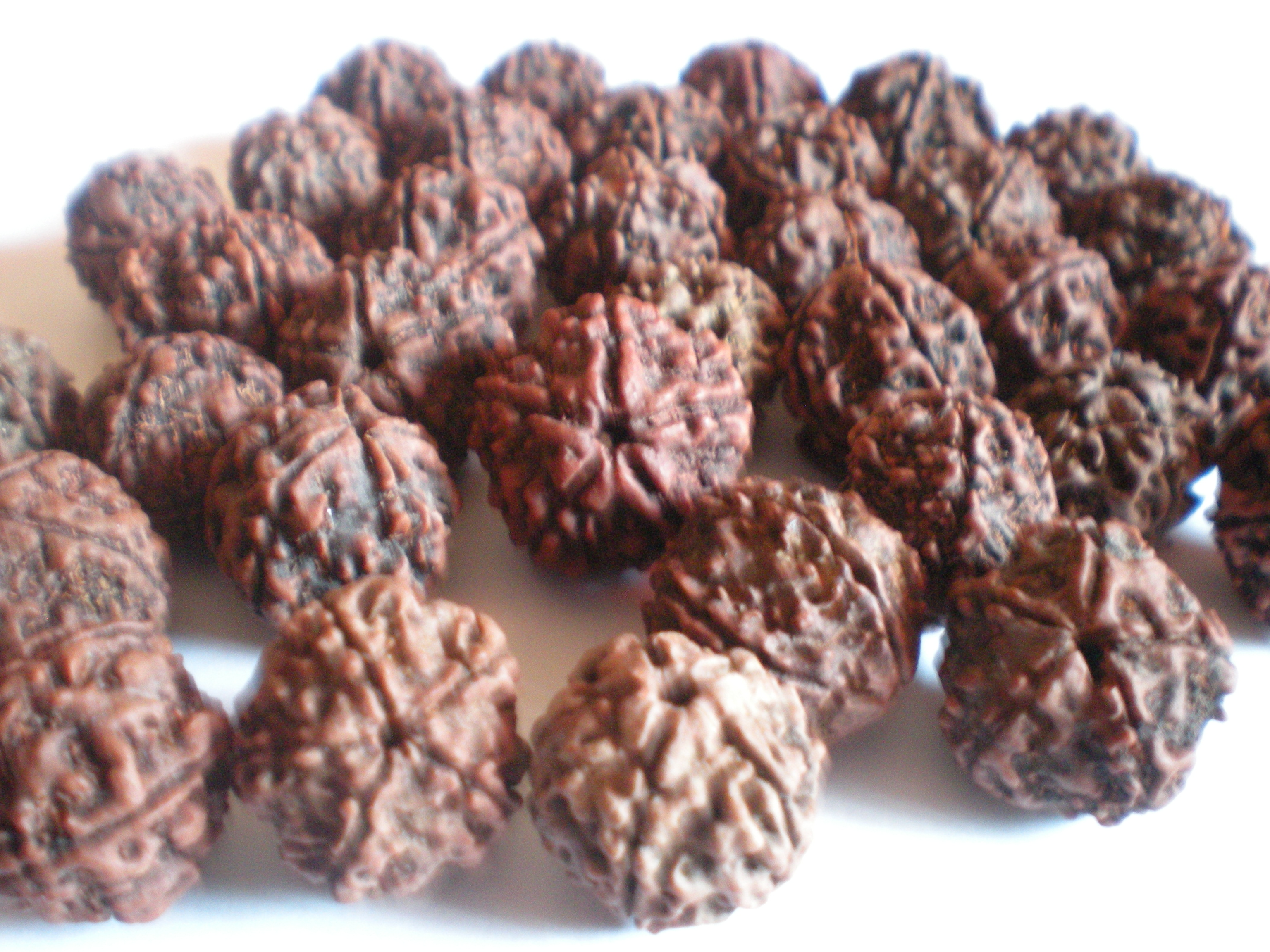
Pojedyncze korale mali

## Znaczenie w hinduizmie
- W hinduizmie często jest owijana wokół ramion i szyi przez sadhu i figury Śiwy w mandirach.
- W śiwaizmie używany jest powszechnie do odliczania odmawianych mantr podczas medytacji i zliczania liczby wyrecytowanych modlitw.

## Znaczenie w buddyzmie
- W buddyzmie tybetańskim mala z rudrakszy używana jest do szczególnych praktyk tantrycznych.